# Nuoto ai campionati mondiali di nuoto 2017 - Staffetta 4x200 metri stile libero femminile
La gara di nuoto della staffetta 4x200 metri stile libero femminile dei campionati mondiali di nuoto 2017 è stata disputata il 27 luglio presso la Duna Aréna di Budapest. Vi hanno preso parte 10 squadre nazionali. La competizione è stata vinta dalla squadra statunitense, mentre l'argento e il bronzo sono andati rispettivamente alla squadra cinese e a quella australiana.

## Medaglie
| Posizione | Nazione     | Atlete                                                                                                  |
| --------- | ----------- | --- |
| Oro       | Stati Uniti | Leah Smith Mallory Comerford Melanie Margalis Katie Ledecky Cierra Runge* Hali Flickinger* Madisyn Cox* |
| Argento   | Cina        | Ai Yanhan Liu Zixuan Zhang Yuhan Li Bingjie Wang Jingzhuo* Shen Duo*                                    |
| Bronzo    | Australia   | Madison Wilson Emma McKeon Kotuku Ngawati Ariarne Titmus Shayna Jack* Leah Neale*                       |

* Nuotatrici che hanno partecipato solamente nelle batterie.

## Programma
| Data           | Ora (UTC+2) | Turno    |
| -------------- | ----------- | -------- |
| 27 luglio 2017 | 10:48       | Batterie |
| 27 luglio 2017 | 19:16       | Finale   |

## Record
Prima della manifestazione il record del mondo e il record dei campionati erano i seguenti.
| Record mondiale       | 7'42"08 | Cina Yang Yu (1'55"47) Zhu Qianwei (1'55"79) Liu Jing (1'56"09) Pang Jiaying (1'54"73) | 30 luglio 2009 Roma, Italia |
| Record dei campionati | 1'51"92 | Cina Yang Yu (1'55"47) Zhu Qianwei (1'55"79) Liu Jing (1'56"09) Pang Jiaying (1'54"73) | 31 luglio 2009 Roma, Italia |

Nel corso della competizione non sono stati migliorati.

## Risultati

### Batterie
| Posizione | Batteria | Corsia | Atlete | Nazione     | Tempo   | Note |
| --------- | -------- | ------ | --- | ----------- | ------- | ---- |
| 1         | 1        | 6      | Zhang Yuhan (1'57"13) Liu Zixuan (1'56"82) Wang Jingzhuo (1'5909) Shen Duo (1'58"71)                             | Cina        | 7'51"75 | Q    |
| 2         | 1        | 8      | Chihiro Igarashi (1'58"74) Rikako Ikee (1'58"53) Tomomi Aoki (1'58"64) Aya Takano (1'57"76)                      | Giappone    | 7'53"67 | Q    |
| 3         | 1        | 4      | Melanie Margalis (1'56"58) Cierra Runge (1'59"17) Hali Flickinger (1'58"46) Madisyn Cox (1'59"52)                | Stati Uniti | 7'53"73 | Q    |
| 4         | 1        | 5      | Madison Wilson (1'57"88) Kotuku Ngawati (1'58"82) Shayna Jack (1'58"77) Leah Neale (1'59"27)                     | Australia   | 7'54"74 | Q    |
| 5         | 1        | 1      | Robin Neumann (1'59"00) Femke Heemskerk (1'56"51) Esmee Vermeulen (1'59"09) Marjolein Delno (2'00"56)            | Paesi Bassi | 7'55"16 | Q    |
| 6         | 1        | 2      | Daria Ustinova (1'59"00) Viktoriya Andreyeva (1'57"95) Anastasia Guzhenkova (2'00"06) Arina Openysheva (1'58"66) | Russia      | 7'55"67 | Q    |
| 7         | 1        | 7      | Ajna Késely (1'58"60) Evelyn Verrasztó (1'58"90) Zsuzsanna Jakabos (1'57"54) Fanni Gyurinovics (2'00"73)         | Ungheria    | 7'55"77 | Q    |
| 8         | 1        | 3      | Katerine Savard (1'59"16) Mary-Sophie Harvey (1'59"39) Rebecca Smith (1'58"54) Kayla Sanchez (1'59"40)           | Canada      | 7'56"49 | Q    |
| 9         | 1        | 0      | Alice Mizzau (1'59"56) Stefania Pirozzi (1'59"58) Anna Chiara Mascolo (2'01"68) Simona Quadarella (2'02"00)      | Italia      | 8'02"82 |      |
| 10        | 1        | 9      | Signe Bro (2'01"29) Marina Hansen (2'00"56) Maj Howardsen (2'02"38) Anina Lund (2'02"44)                         | Danimarca   | 8'06"67 |      |

### Finale
| Posizione | Corsia | Atlete | Nazione     | Tempo   | Note |
| --------- | ------ | --- | ----------- | ------- | ---- |
|           | 3      | Leah Smith (1'55"97) Mallory Comerford (1'56"92) Melanie Margalis (1'56"48) Katie Ledecky (1'54"02)          | Stati Uniti | 7'43"39 |      |
|           | 4      | Ai Yanhan (1'56"62) Liu Zixuan (1'56"34) Zhang Yuhan (1'56"54) Li Bingjie (1'55"46)                          | Cina        | 7'44"96 |      |
|           | 6      | Madison Wilson (1'57"33) Emma McKeon (1'56"26) Kotuku Ngawati (1'58"31) Ariarne Titmus (1'56"61)             | Australia   | 7'48"51 |      |
| 4         | 7      | Veronika Popova (1'55"95) Viktoriya Andreyeva (1'57"48) Daria Ustinova (1'56"93) Arina Openysheva (1'58"23)  | Russia      | 7'48"59 |      |
| 5         | 5      | Chihiro Igarashi (1'57"84) Rikako Ikee (1'57"38) Tomomi Aoki (1'57"72) Aya Takano (1'57"49)                  | Giappone    | 7'50"43 | RN   |
| 6         | 1      | Ajna Késely (1'58"62) Zsuzsanna Jakabos (1'58"09) Evelyn Verrasztó (1'58"34) Katinka Hosszú (1'56"28)        | Ungheria    | 7'51"33 |      |
| 7         | 2      | Robin Neumann (1'58"83) Femke Heemskerk (1'55"46) Esmee Vermeulen (1'59"55) Marjolein Delno (2'00"45)        | Paesi Bassi | 7'54"29 |      |
| 8         | 8      | Mary-Sophie Harvey (1'58"57) Rebecca Smith (1'58"70) Katerine Savard (1'58"23) Mackenzie Padington (2'00"07) | Canada      | 7'55"57 |      |